# Yacimientos Petrolíferos Fiscales Bolivianos
Yacimientos Petrolíferos Fiscales Bolivianos (YPFB) é uma empresa pública boliviana dedicada à exploração, destilação e venda do petróleo e seus derivados. 
Foi criada em 21 de dezembro de 1936,  por decreto do governo do general David Toro (1936-1937).
Parcialmente privatizada e banida da produção a partir de 1997, foi reativada em 1 de maio de 2006, quando o governo de Evo Morales preparava a nacionalização dos hidrocarbonetos e consequentemente todas as etapas do seu processo produtivo.